# Ланселен, Сабина
Сабина Ланселен (фр. Sabine Lancelin, 22 декабря 1959, Леопольдвиль, ныне Киншаса) – французский кинооператор.

## Биография
Выступала ассистентом крупных европейских мастеров (Рикардо Аронович, Лучано Товоли, Бернар Лютик). Самостоятельно работает в документальном и игровом кино, на телевидении с 1993. Первой работой, получившей признание, стал фильм Филиппа Гранриё Сумрачный. Чаще всего сотрудничала с Шанталь Акерман, Мишелем Пикколи и Мануэлом де Оливейрой.

## Избранная фильмография
- 1998 — Сумрачный / Sombre, реж. Филипп Гранриё
- 2000 — Пленница / La captive, реж. Шанталь Акерман
- 2001 — La plage noire, реж. Мишель Пикколи
- 2001 —  Je rentre à la maison, реж. Мануэл де Оливейра
- 2003 — Avec Sonia Wieder-Atherton, реж. Шанталь Акерман, документальный
- 2004 — Завтра переезжаем / Demain on déménage, реж. Шанталь Акерман
- 2004 — Пятая империя / O Quinto Império - Ontem Como Hoje, реж. Мануэл де Оливейра
- 2005 — Я мечтал совсем о другом / C'est pas tout à fait la vie dont j'avais rêvé, реж. Мишель Пикколи
- 2006 — Вода / Agua, реж. Вероника Чен, номинация на Серебряного кондора Ассоциации кинокритиков Аргентины
- 2006 — Belle toujours, реж. Мануэл де Оливейра
- 2007 — Христофор Колумб — загадка / Cristóvão Colombo — O Enigma, реж. Мануэл де Оливейра
- 2009 — Причуды одной блондинки / Singularidades de uma Rapariga Loura, реж. Мануэл де Оливейра
- 2010 — Загадочный случай с Анжеликой / O Estranho Caso de Angélica, реж. Мануэл де Оливейра
- 2010 — Последний неандерталец / Ao, le dernier Néandertal
- 2011 — Последний сеанс / Dernière séance, реж. Лоран Ашар